# Rolf Lange
Rolf Lange (* 5. März 1942 in Hamburg) ist ein deutscher Politiker (SPD). Er war von 1984 bis 1986 Hamburger Innensenator und langjähriges Mitglied der Hamburgischen Bürgerschaft.

## Leben
Lange machte Mittlere Reife und fuhr dann zur See. Es folgte eine Lehre im Groß- und Außenhandel. Sein Abitur machte er auf dem zweiten Bildungsweg im Wirtschaftsgymnasium. Bis zum Studium übte er diverse Tätigkeiten als Arbeiter aus.
Er studierte an der Universität Hamburg und schloss dort 1974 sein Studium als Diplom-Politologe ab. Es folgte 1981 seine Promotion zum „Dr. phil.“ über die Aufgaben und Geschichte der Bezirksversammlungen in Hamburg. Nach seiner Senatorentätigkeit wurde er 1987 Geschäftsführer der HANSA Baugenossenschaft. Nach 25 Jahren im Vorstand der HANSA Baugenossenschaft, davon 19 Jahre als Vorstandsvorsitzender, ging Lange 2013 in den Ruhestand.
Er ist verheiratet und hat drei Kinder.

## Politik
Lange ist seit 1968 Mitglied der SPD. Er saß erstmals von 1978 bis zur Mandatsniederlegung am 1. Februar 1980 in der Hamburgischen Bürgerschaft. 1980 wurde er zum Bezirksamtsleiter im Bezirk Wandsbek ernannt. Erneut gehörte er von 1986 bis 2001 der Hamburgischen Bürgerschaft an. Als Abgeordneter war er unter anderem für seine Fraktion im Bauausschuss, Sportausschuss und Stadtentwicklungsausschuss.

### Innensenator
Lange war vom 13. Juni 1984 bis zu seinem Rücktritt am 6. August 1986 Innensenator der Freien und Hansestadt Hamburg.
In die Amtszeit fällt unter anderem der sogenannte Hamburger Kessel. Im Juni 1986 wurden nach einer Demonstration gegen das polizeiliche Vorgehen der Polizei im Zusammenhang mit den Protesten am Kernkraftwerk Brokdorf 861 Menschen fast einen ganzen Tag lang auf dem Heiligengeistfeld eingekesselt.
Zwei Monate später musste Lange wegen der „Pinzner-Affäre“ seinen Rücktritt einreichen. Pinzner, eine Größe aus dem Hamburger Rotlichtmilieu, hatte während eines Verhörs im Hamburger Polizeipräsidium mit einer eingeschmuggelten Waffe einen Staatsanwalt, seine Ehefrau und sich selbst erschossen.